# Frente!
Frente! fue una banda australiana de pop alternativo formada en 1989. La formación original consistía de Angie Hart (cantante), Simon Austin (guitarrista y fundador), Tim O'Connor (bajista, posteriormente reemplazado por Bill McDonald) y Mark Picton (batería, quien después fue reemplazado por Alastair Barden y  luego por Peter Luscombe).
En agosto de 1991 el grupo lanzó su primer disco,"Whirled", que incluyó la canción "Labour of love". Posteriormente Frente! irrumpió en las listas musicales australianas con los sencillos "Ordinary Angels" (del disco Clunk , 3º en la lista musical australiana ARIA) y "Accidently Kelly Street" (n.º4, platino) en 1992. Tanto sus videos musicales poco convencionales como sus letras pop alegres fueron características marcadas desde el debut de Frente!. "Marvin the Album" (n.º 5) también tuvo éxito y llegó a convertirse en disco de platino. Otro sencillo fue lanzado del álbum a principios de 1993, "No Time" (n.º 50) , perol no fue tan popular.
"Ordinary Angels" terminó el año como el 20º sencillo más vendido de 1992 en la lista ARIA con "Accidently Kelly Street" terminando 29.
La banda comienza una gira por el extranjero en 1994 con su mayor éxito siendo una versión acústica de New Order "Bizarre Love Triangle" que alcanzó el puesto 76 en la lista del Reino Unido (siguientes lanzamientos de temas anteriores como "Ordinary Angels" no figuró, y "Accidently Kelly Street" alcanzó el 84).
"Bizarre Love Triangle" fue lanzado en Australia en una versión reeditada del EP "Lonely" en 1994 (#7, entrando en la lista en el n.º 88). Dicha versión también fue un éxito en los Estados Unidos llegando en el puesto #10 en las listas del Modern Rock Tracks y #49 en el Billboard Hot 100. El único otro lugar de la banda en las listas de Estados Unidos fue el relanzamiento del sencillo "Labour of Love", que logró el puesto n.º 9 en el Modern Rock Tracks.
Frente! también tuvo una canción en el álbum compilado de Saturday Morning, una versión de "Open Up Your Heart (and Let the Sunshine In)". El álbum fue lanzado el 5 de diciembre de 1995.
Frente! también apareció en la banda sonora de la exitosa serie de televisión norteamericana: Melrose Place con la canción "Ordinary Angels", el álbum fue lanzado el 18 de octubre de 1994.
Frente! se disolvió en 1996, y Angie Hart se fue al dúo pop Splendid, y después a la banda Holidays on Ice. Su álbum debut solitario fue lanzado en 1997.
En enero de 2005, Frente! reformó para unas actuaciones en la costa oeste de Australia. La formación para esos shows fue Angie Hart, Simón Austin y Bill McDonald con Pete Luscombe en la batería. En 2010, Frente! tocó en un show de reunión en Punters Club y en el Corner Hotel, comisariada por Angie Hart.

## Discografía

### Álbumes
- Marvin the Album (1992, lanzamiento internacional en 1994)
- Shape (1996)

### Sencillos y EP
- Whirled EP (1991) *
- Clunk EP (1992) *
- Accidently Kelly St (1992) *
- No Time (1993) *
- Labour of Love EP (1993)
- Lonely EP (1994) *
- Accidently Kelly St (1994)
- Ordinary Angels (1994)
- Ordinary Angels The Remix (1994)
- Bizarre Love Triangle (1994)
- Sit On My Hands (1996) *
- Horrible (1996)
- What's Come Over Me (1996)
- Goodbye Goodguy (1997) *
- Try To Think Less EP (2005) *

Marcas con asterisco indican lanzamientos solo en Australia.